# Wjatscheslaw Igorewitsch Pimenow
Wjatscheslaw Igorewitsch Pimenow (russisch Вячеслав Игоревич Пименов; * 1. März 1991 in Moskau) ist ein ehemaliger russischer Triathlet, zweifacher russischer Junioren-Staatsmeister (2009 und 2010) sowie Mitglied der russischen Nationalmannschaft.

## Werdegang
Im Jahr 2010 nahm Wjatscheslaw Pimenow bereits an internationalen Elite-Rennen teil, nämlich an der französischen Club-Meisterschaftsserie Lyonnaise des Eaux, und vertrat den Verein St. Jean de Monts Vendee Tri Athletisme, für den er bei der Eröffnungsveranstaltung in Dünkirchen am 23. Mai 2010 den 39. Platz errang, womit er aber immer noch zu den drei besten Triathleten seines Clubs, den triathlètes classants l'equipe, zählt.
St. Jean de Monds Vendee setzt übrigens, wie die meisten französischen Clubs der ersten Club-Liga (D1), fast nur ausländische Elite-Stars ein, so war kein einziger seiner drei triathlètes classants l'equipe Franzose: Iwan Tutukin (Russland): 24., Alfred Torok (Ungarn): 32.

In Paris (18. Juli 2010) wurde Pimenow 30. (Erster seines Clubs), in Tourangeaux (29. August 2010) 45. (Dritter seines Clubs) und in La Baule (18. September 2010) 56. (Letzter seines Clubs).
Im Juli 2010 wurde er In Italien Dritter bei der Triathlon-Europameisterschaft der Junioren.
Im Juni 2013 wurde er in den Niederlanden mit der russischen Mannschaft Vizeeuropameister Triathlon U23 Mixed Relay.
Seit 2015 tritt er nicht mehr international in Erscheinung.

## Sportliche Erfolge
| Datum/Jahr    | Rang | Wettbewerb                                          | Austragungsort | Zeit     | Bemerkung                                                                                      |
| ------------- | ---- | --------------------------------------------------- | -------------- | -------- | ---------------------------------------------------------------------------------------------- |
| 6. Juni 2015  | 15   | 2015 RUS Triathlon National Championships           | Sotschi        | 01:50:45 |                                                                                                |
| 29. Juni 2013 | 15   | ETU Triathlon European Championship U23             | Rijssen-Holten | 01:52:15 | U23-Europameisterschaft Triathlon                                                              |
| 27. Juni 2013 | 2    | ETU Triathlon European Championship U23 Mixed Relay | Rijssen-Holten | 01:16:49 | gemischte Staffel mit Marija Sergejewna Schorez, Arina Wladimirowna Schulgina und Anton Kozlov |
| 14. Juni 2013 | 26   | ETU Triathlon European Championships                | Alanya         | 01:47:37 | Europameisterschaft auf der olympischen Kurzdistanz                                            |
| 28. Okt. 2011 | 15   | ETU Triathlon European Championship U23             | Eilat          | 01:58:18 | U23-Europameisterschaft                                                                        |
| 8. Sep. 2010  | 12   | ITU Triathlon World Championship Junior Men         | Budapest       | 00:53:12 | Junioren-Weltmeisterschaft (750 m Schwimmen, 20,9 km Radfahren und 5,4 km Laufen)              |
| 3. Juli 2010  | 3    | ETU Triathlon European Championship Junior Men      | Athlone        | 00:55:47 | Triathlon-Europameisterschaft Junioren                                                         |
| 5. Juli 2009  | 23   | ETU Triathlon European Championship Junior Men      | Rijssen-Holten | 00:54:41 | Triathlon-Junioren-Europameisterschaft                                                         |

(DNF – Did Not Finish)